# 共面波导

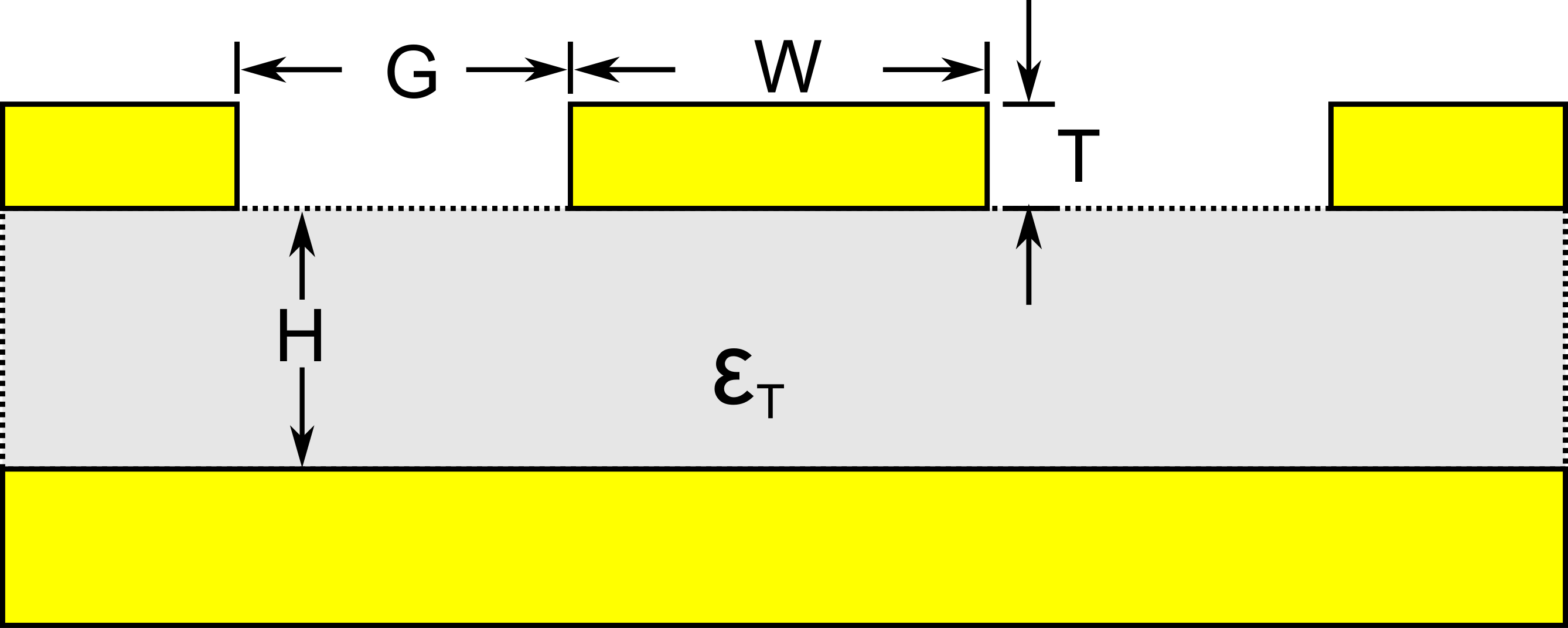
一种具有地平面的共面波导传输线截面

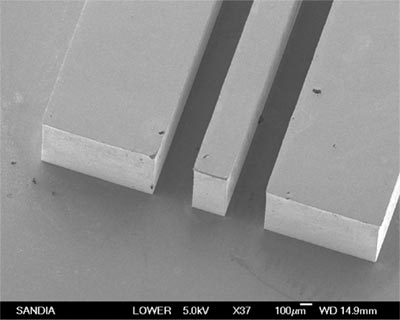
一个使用517 µm工艺LIGA技术制造的厚铜层共面波导。

共面波导（英語：Coplanar waveguide，縮寫為CPW或CPWG，或稱「共面带状线」、「共面微带线」、「共平面波導」） 一种性能优越、加工方便的微波平面传输线，由RCA實驗室的華裔工程師文正（Cheng P. Wen）於1969年發明。 它可以使用普通的印刷电路板工艺制作出来, 可以用来传输微波信号。 共面波导传输线也可以集成在单片微波集成电路（MMIC）上，并且具有一个很小的尺度。在介電質基片的一个面上制作出中心导体带，并在紧邻中心导体带的两侧制作出导体平面，这样就构成了共面波导。
其中，共面波导种类有：耦合共面波导、全屏蔽共面波导、变形共面波导、悬置共面波导对称共面波导、非对称共面波导。
传统的共面波导(CPW) 是在介電質基片上的一条印刷导体带与紧邻印刷导体带的两侧的一对导体平面（该导体平面与导体带是对称的，和导体带都在同一个平面上, 因此称之为“共面”），称之为返回导体。这一对返回导体平面与中间的导体带只有非常小的间距, 与中心导体带之间的间距。返回导体通常在远离中心导体的方向上延伸到无限大的距离，是一个理想的半无限平面。
具有地平面的共面波导 (CBCPW) 是一种常见的共面波导变种，有一个接地平面覆盖衬底的整个背面。除了传统共面波导具有对称的两个共面导体平面作为第一、第二返回导体之外，接地平面作为具有地平面的共面波导的第三返回导体。
不接地的平面的共面波导 更为“普通”，其由从一对接地平面分离的导体形成，所有导体都在同一平面的电介质上。 在理想情况下，电介质的厚度可以是无限的。在实践中，它足够厚，以便电磁场在离开基板之前消失。
电磁波在共面波导上传输时，一部分在介電質基片上（金属平面之间）传输，另一部分在空气中传输。 在一般情况下，基板的介电常数比空气的介电常数更高，这样微波是在非均匀介质中进行传输（基板介质与空气介质）。 由于共面波导不支持真正的TEM波，所以在非零频率上，E波（电场分量）和H波（磁场分量）是垂直并且混合存在的。

## 参照
- 波导
- 微带（英语：Microstrip）
- 带状线（英语：Stripline）
- 后壁波导（英语：Post-wall waveguide）
- 电报方程（英语：Telegrapher's equations）
- Via fence（英语：Via fence）